# Wrona siwa
Wrona siwa, wrona (Corvus corone) – gatunek średniej wielkości ptaka z rodziny krukowatych (Corvidae), zamieszkujący Eurazję oraz niewielkie obszary w północnej Afryce. Zasadniczo wędrowny, choć duża część osobników jest już osiadła (zwłaszcza populacje miejskie). Nie jest zagrożony.

## Systematyka
Wrona jest typowym przykładem powstania z jednego pierwotnego gatunku, pod wpływem ery lodowcowej, dwóch odmiennych form różniących się miejscami występowania, ale nie trybem życia (podzielono je na 2 czarne i 4 siwe podgatunki). Do niedawna wrona siwa uznawana była za jeden z podgatunków wrony Corvus corone, jako Corvus corone cornix, jednak ostatnie badania (Parkin et al., 2003) wykazały, że ze względu na znaczne różnice w upierzeniu, kojarzenie selektywne oraz zmniejszoną genetyczną żywotność mieszańców, wrona siwa i czarnowron powinny być traktowane jako dwa osobne gatunki, mimo że mieszańce są płodne. Chociaż nie wszyscy autorzy akceptują ten pogląd. Również inny z dawniejszych podgatunków, wrona amerykańska (Corvus (corone) brachyrhynchos), uzyskał już status osobnego gatunku.

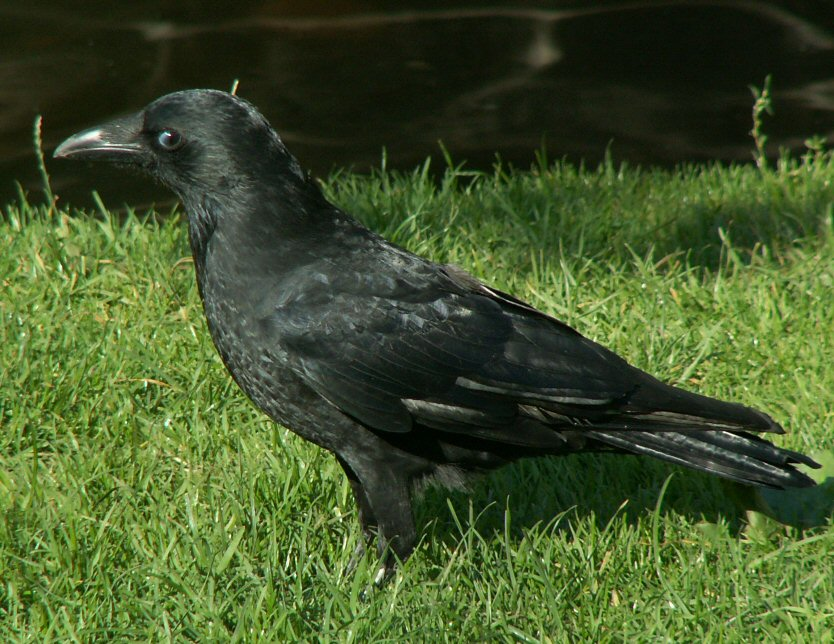
Czarnowron bywa traktowany jako podgatunek wrony siwej

Historycznie wyróżniano sześć podgatunków C. corone, które zamieszkują:
- C. corone orientalis – środkowa i wschodnia Azja.
- wrona siwa (C. corone cornix) – północna i wschodnia Europa.
- czarnowron (C. corone corone) – północna i zachodnia Europa.
- C. corone sharpii – Sardynia, Sycylia, Półwysep Apeniński, południe Półwyspu Bałkańskiego, Azja Mniejsza, Mołdawia, Ukraina, Kaukaz, Ałtaj, Kazachstan i dalej na wschód po Iran i Turkmenistan.
- C. corone pallescens – Cypr, południe Azji Mniejszej, Lewant i Egipt oraz Mezopotamia.
- C. corone capellanus – Irak i Iran.

To ujęcie systematyczne podtrzymują m.in. autorzy Kompletnej listy ptaków świata oraz listy ptaków świata opracowywanej przez BirdLife International i autorów Handbook of the Birds of the World. W ujęciu systematycznym, które dzieli ten takson na dwa odrębne gatunki, czarnowron (Corvus corone) obejmuje podgatunki corone i orientalis, a wrona siwa (Corvus cornix) – pozostałe cztery. To ujęcie stosuje m.in. Międzynarodowy Komitet Ornitologiczny (IOC) czy Clements Checklist of Birds of the World.

## Występowanie

Zasięg występowania w węższym ujęciu systematycznym (bez czarnowrona)

Występuje w północnej i wschodniej Europie od Półwyspu Apenińskiego i Łaby po Ural (dotyczy węższego ujęcia systematycznego). Pierwotnie specjacja następowała w południowo-wschodniej Europie i w cieplejszych strefach Azji. Gnieździ się na rozleglejszym terytorium niż blisko spokrewniony gatunek – czarnowron. Wyraźne wędrówki i regularne koczowanie u wron siwych podejmują przeważnie młode ptaki (choć tylko po Europie). W Europie Środkowej w pasie o szerokości kilkudziesięciu kilometrów (70–150 km) o rozciągnięciu południkowym wrona występuje wraz z czarnowronem (ten występuje głównie w Europie Zachodniej). To powoduje powstawanie tu mieszanych par i mieszańców z różnym udziałem w upierzeniu barwy czarnej i szarej. Ewolucja nie preferuje żadnego z tych gatunków, a i mieszańce nie wykazują większego dostosowania adaptacyjnego do panujących warunków, toteż ta niewyraźna linia graniczna między nimi pozostaje od lat bez zmian. W innym przypadku bardziej ekspansywna forma rozprzestrzeniłaby się stopniowo na terytorium drugiej z nich. Czasem jednak spotyka się osobniki jednego gatunku w głębi areału zamieszkiwanego przez drugi. Są to głównie osobniki młode, które jeszcze nie założyły własnych gniazd i prowadzą koczowniczy tryb życia. Znajdują w nowych warunkach inaczej upierzonych partnerów i osiadają tam już na stałe.
W Polsce średnio liczny ptak lęgowy. Najliczniejsza w górach (dolatuje do 1300 m n.p.m.) i na pogórzu, w dolinach rzek i nad jeziorami. Od lat 30. XX wieku zaczęła gnieździć się w Warszawie, a później także w innych większych miastach (Poznań – od lat 50., Wrocław, Kraków, Gdańsk – od lat 70.). Dawniej w pobliżu dużych miast zimowała także duża liczba ptaków ze wschodu Europy, obecnie przylatuje ich znacznie mniej, a na zimowych noclegowiskach dominują ptaki z populacji osiadłych. Intensywniejsze przeloty zaznaczają się głównie na wybrzeżu, w głębi lądu nie są już tak wyraźnie widoczne.

## Charakterystyka

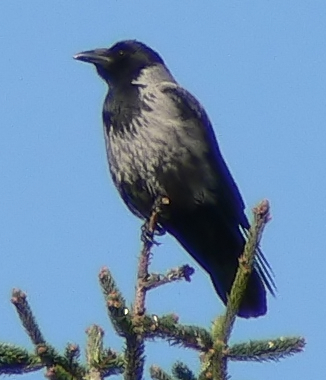
Mieszaniec wrony siwej i czarnowrona z zaczernionym brzuchem

Obie płci ubarwione jednakowo. Grzbiet i brzuch popielate, natomiast górna część piersi, głowa, skrzydła i ogon czarne z metalicznym połyskiem. Dziób czarny, masywny, nieco zakrzywiony. Tęczówki oczu są ciemnobrązowe. Tworzy wieloletnie pary. W porównaniu z gawronem ma masywniejszy dziób, bardziej zaokrągloną sylwetkę, płaskie czoło i całkowicie odsłonięte nogi. Mało płochliwa i bardzo szybko przystosowuje się do terenów zurbanizowanych i obecności człowieka, choć jest ostrożniejsza i czujniejsza niż kawki i gawrony. Jest towarzyska i w trakcie migracji lub po okresie lęgów przyłącza się do stad kawek i gawronów (te są podobnej wielkości do wron siwych). Od czarnowrona, pozbawionego szarych piór, różni się głównie tylko upierzeniem. Jest większa od gołębia, ale znacznie mniejsza niż kruk. Lot ma wolny, wymachowy.

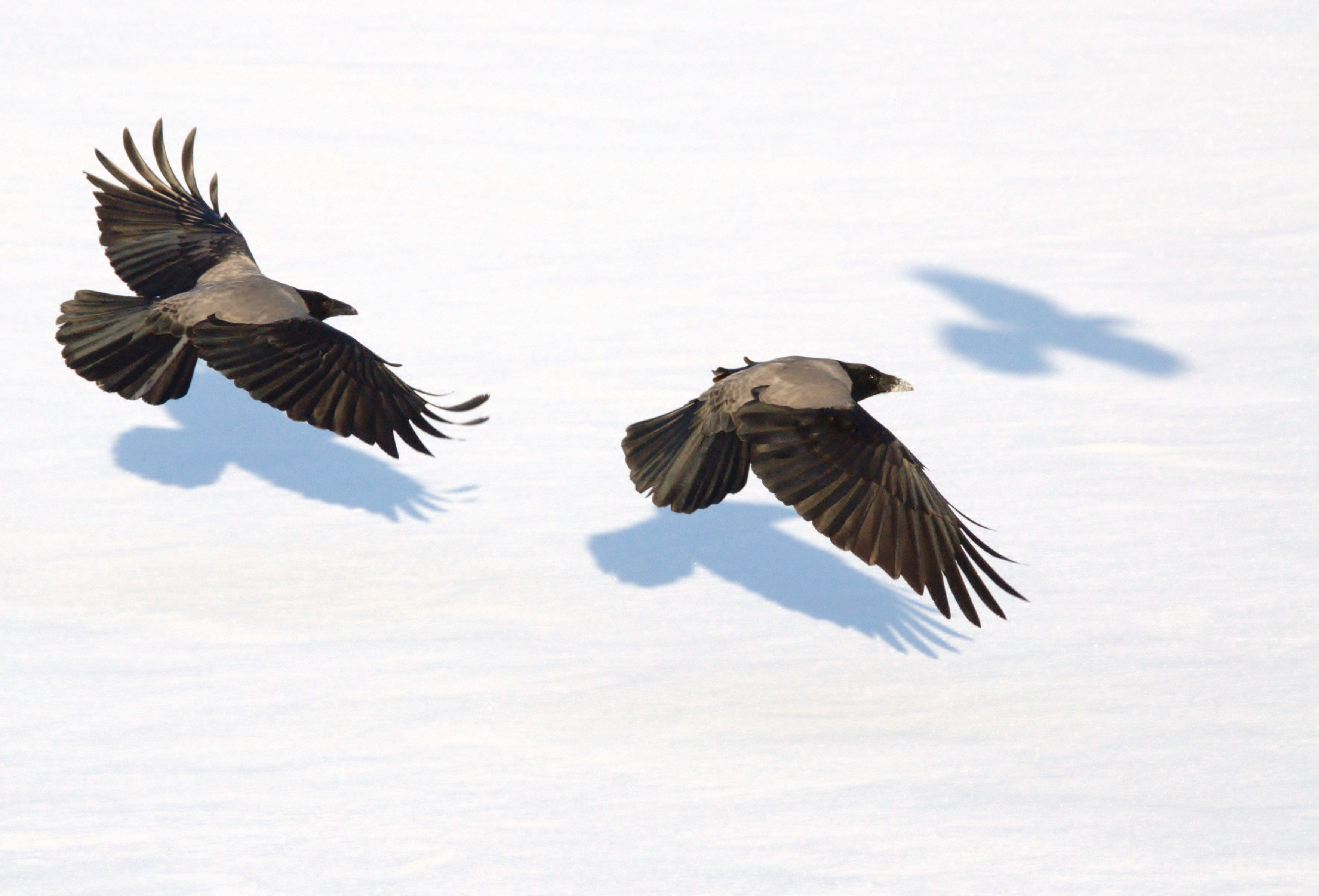
Para wron w locie

### Rozmiary ciała
długość ciała48–53 cm
rozpiętość skrzydełok. 90–100 cm

### Masa ciała
396–602 g

### Głos
Ochrypłe, głośne, szorstkie krakanie „kree kree”, trochę cichsze i dźwięczniejsze niż u gawrona. Charakterystyczne krakanie słychać zwłaszcza w locie. Brak różnicy w porównaniu do zawołania czarnowrona.

## Środowisko

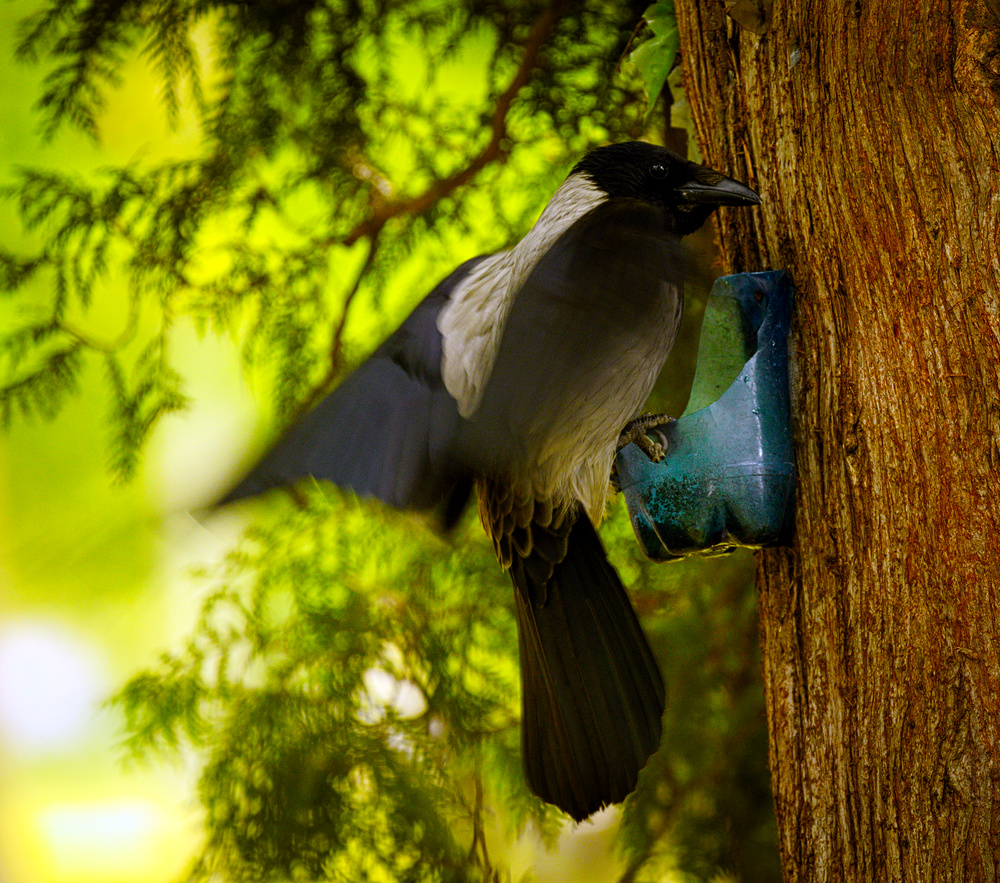
Wrona siwa siedząca na karmniku

Dawniej prawie wyłącznie doliny rzek, obrzeża jezior, małe laski w pobliżu łąk i terenów wilgotnych. Obecnie także obrzeża wszelkich lasów i zadrzewień śródpolnych, otwarte tereny typu parkowego z mozaiką śródpolnych lasów z pastwiskami, polami, ogrodami i łąkami oraz parki miejskie. Rzadziej przebywa na samotnych drzewach w krajobrazie rolniczym. Nie unika większych drzewostanów, choć lęgnie się tylko na ich skraju (w zwartych kompleksach nie występuje). Nie wykazuje wymagań dotyczących wysokości na poziomie morza.
Preferuje lokowanie terenów lęgowych w pobliżu zbiorników wodnych, gdzie na ich brzegach często poszukuje pokarmu. Jest ptakiem wszędobylskim, toteż przystosowała się do życia w miastach, gdzie spotyka się ją często na wysypiskach śmieci. Na ludzkich osiedlach przebywa cały dzień w swoim rewirze, który lustruje z kominów i anten, co łatwo zaobserwować.
Latem częściej przebywa w okolicach lasów, a zimą w towarzystwie gawronów zalatuje na pola i w pobliże osiedli ludzkich, gdzie znajduje się więcej łatwiejszego do zdobycia pokarmu.

## Pożywienie

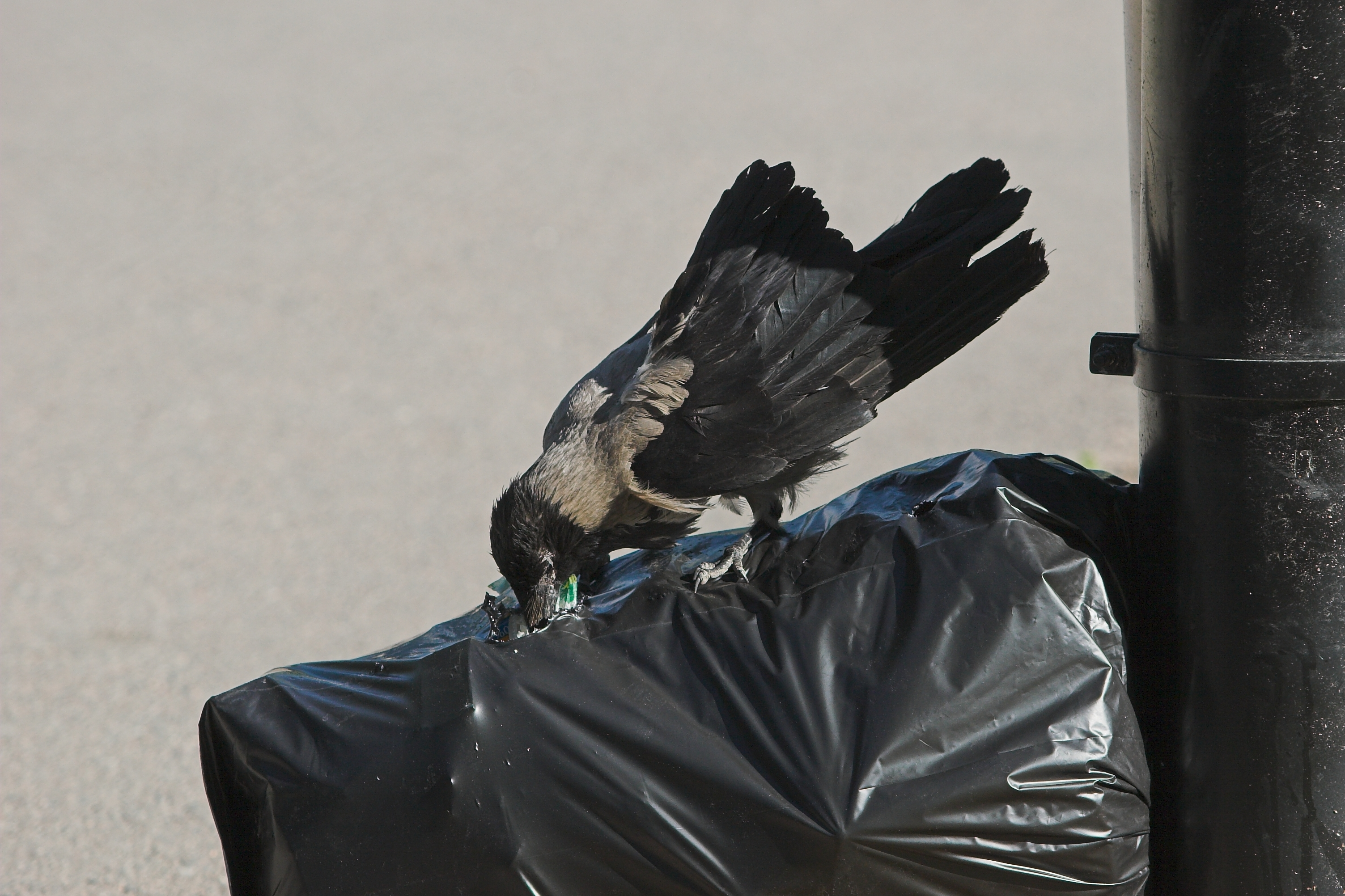
Wrona zaznajomiona z miejskimi warunkami często odwiedza śmietniki

Wszystkożerna, jednak głównie pokarm zwierzęcy – drobne ssaki, ptaki, owady, dżdżownice, ślimaki i inne bezkręgowce, również padlina, nasiona, owoce i odpadki ze śmietników. Czasem zdarza się, że zjada lęgi innych wron gniazdujących w pobliżu. Dieta uzależniona jest od pory roku i lokalnych zasobów środowiska, w którym przebywa. Preferuje gryzonie – norniki, myszy, młode zające, jaszczurki, żaby, pisklęta i jaja ptaków, gąsienice i chrząszcze. Sięga też po martwe zwierzęta. Wśród jej roślinnego pokarmu dominują trawy, zboża, ziemniaki, różne jagody, rośliny kapustowate.
Miejsca, w których żeruje i sposoby, w jakie to robi, są bardzo różnorodne. Najczęściej szuka pokarmu na ziemi, chodzi spokojnie po niej lub skacze. W parach lub grupach może urządzać polowania na małe kręgowce, takie jak małe ptaki, lub dokonywać rabunków ptasich gniazd. Zdarza się, że odbiera zdobyte ofiary ptakom, również szponiastym.
Badania przeprowadzone w ujściu Warty o bardzo zróżnicowanej awifaunie przekonują, że wyjadanie jaj i mniejszych ptaków nie jest dominującym zachowaniem pokarmowym. Lokalne wrony w okresie lęgowym jadły najczęściej rośliny i owady, nieco rzadziej ryby (prawdopodobnie znalezione martwe osobniki) i mięczaki. W pożywieniu pochodzącym od innych ptaków dominowały jaja, a nie pisklęta (wśród nich najczęściej ofiarą padały kaczęta krzyżówek). Również eksperymenty z innych europejskich krajów przekonują o nieznacznym udziale ptaków w wyżywieniu tych ptaków.

## Rozród

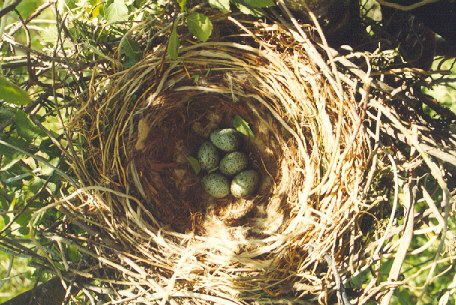
Gniazdo wrony

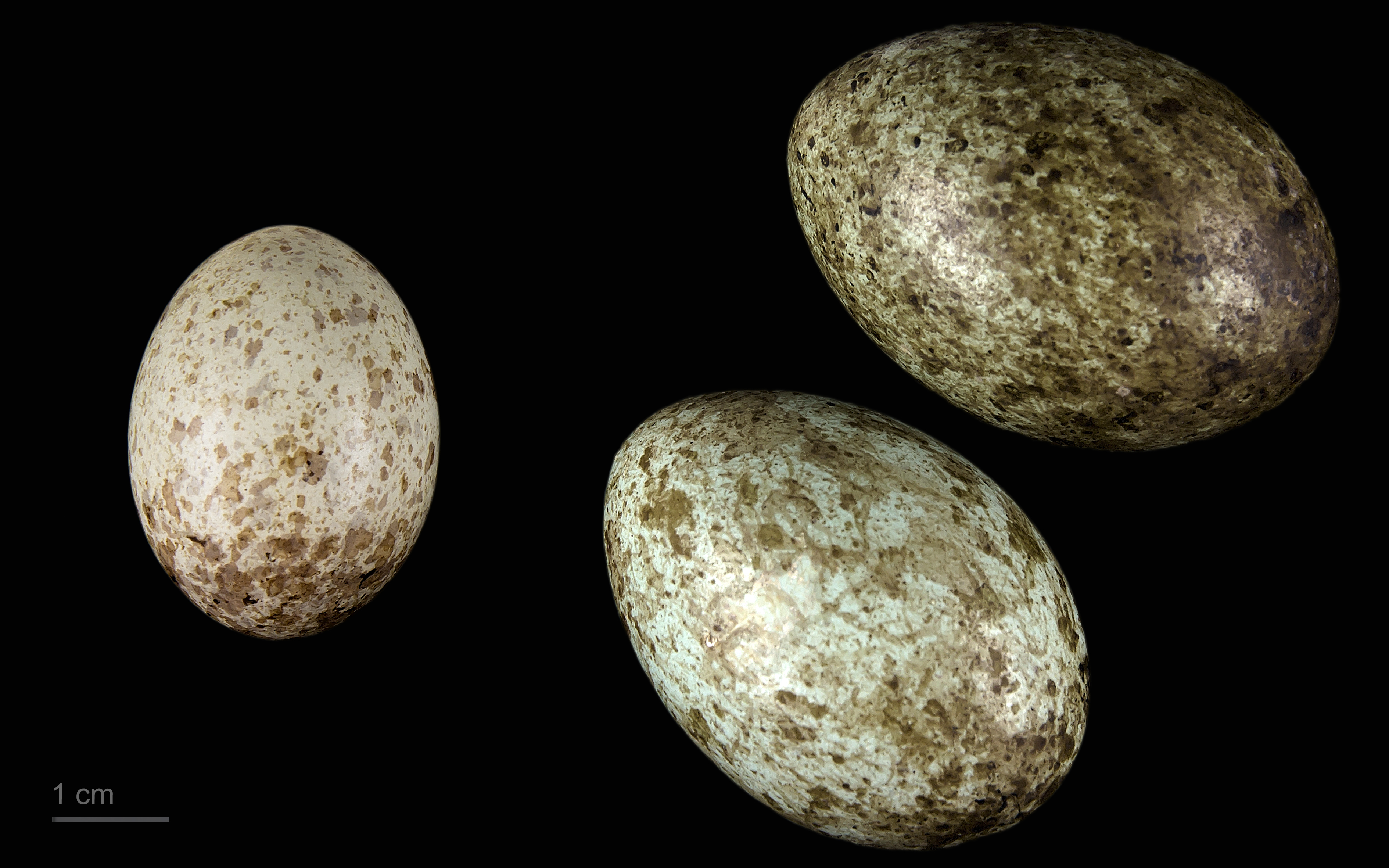
Jajo kukułki czubatej oraz jaja wrony

Wyprowadza jeden lęg w ciągu roku.

### Gniazdo
Na obrzeżach lasów, zwykle w wierzchołku wysokiego drzewa – najczęściej sosny, w rozwidleniu grubych gałęzi w koronach drzew. Płaska platforma tworząca koszyk zbudowana jest z patyków, gałązek, wylepiona gliną lub błotem, a wymoszczona często materiałem w kolorze rudym – łykiem drzew, często topól, trawami, włosiem, mchem, korzonkami lub piórami kur domowych. W miastach gniazda wron znajdują się głównie w parkach, zdarzają się gniazda na budynkach czy żurawiach budowlanych. W przeciwieństwie do kruków wrona nie lęgnie się w głębi lasów i rzadziej gnieździ się w miastach niż gawrony. Preferuje bowiem przestrzenie otwarte. Konstrukcja budowana jest w marcu. Partnerzy pozostają sobie wierni do końca życia jednego z nich.

W przeciwieństwie do gawronów wrony gnieżdżą się zawsze pojedynczo na drzewach.

### Jaja

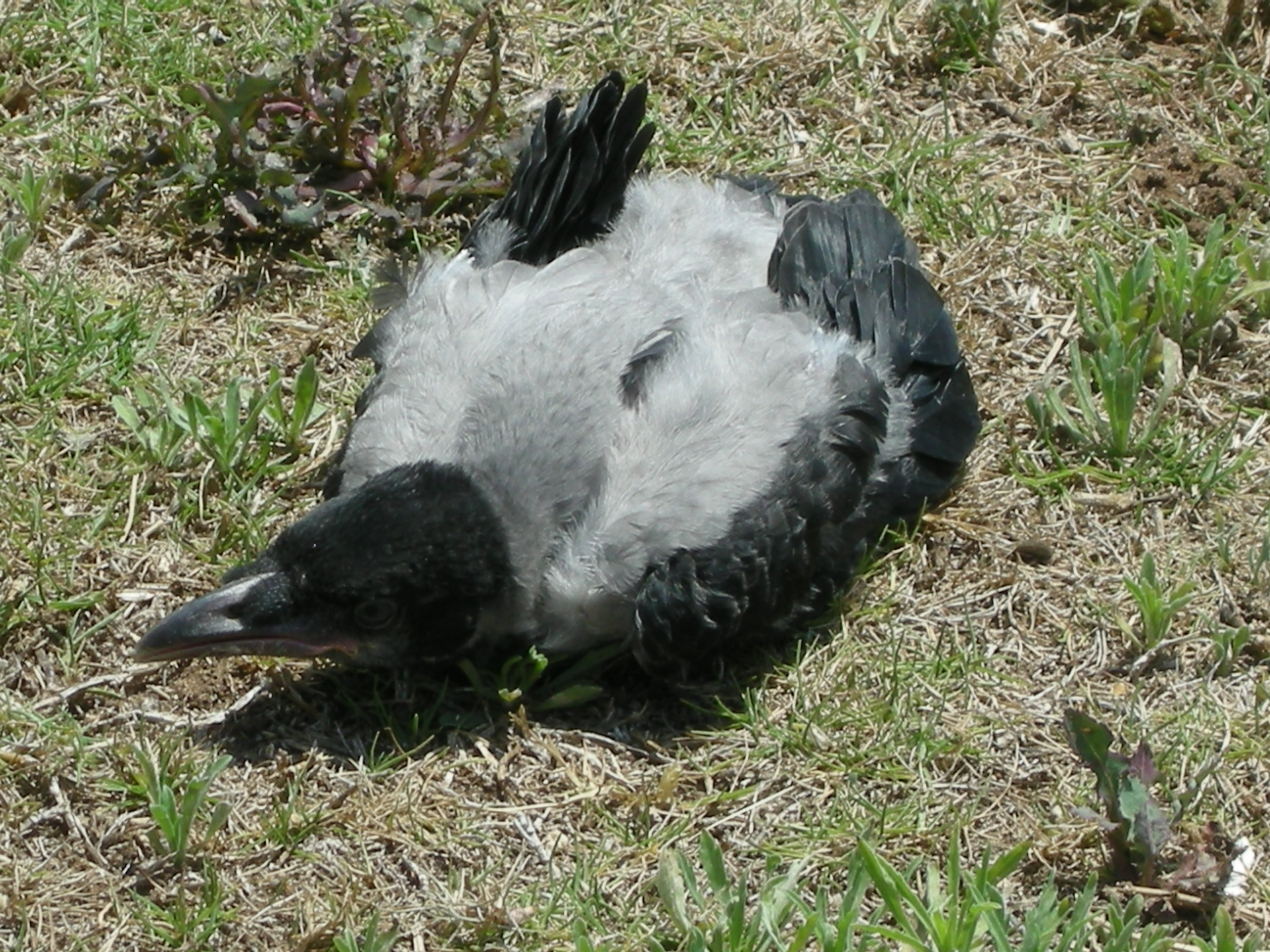
Pisklę wrony siwej

W połowie kwietnia składa 4–6 różnobiegunowych, silnie wydłużonych jaj o tle zielonkawym i średnich wymiarach 43×31 mm. Mają brunatne lub oliwkowozielone plamkowanie.

### Wysiadywanie i pisklęta
Od złożenia pierwszego jaja samica siedzi na jajach ok. 18–21 dni. Rodzice otaczają potomstwo troskliwą opieką. Gdy partnerka siedzi na jajach lub opiekuje się młodymi, samiec niestrudzenie dostarcza pokarm. Po pewnym czasie, gdy te podrosną, matka również zaczyna przynosić im pożywienie. Początkowo dostają owady i ich larwy, a później myszy, pisklęta innych ptaków i młode małe ssaki. Pisklęta – gniazdowniki, opuszczają gniazdo po ok. 5 tygodniach (28–35 dniach).

## Status i ochrona
IUCN uznaje wronę siwą za gatunek najmniejszej troski (LC, Least Concern) nieprzerwanie od 1988 roku. Stosuje szersze ujęcie systematyczne, czyli wraz z czarnowronem. Liczebność światowej populacji, wstępnie obliczona na podstawie szacunków organizacji BirdLife International dla Europy z 2015 roku, zawiera się w przedziale 55–115 milionów dorosłych osobników, a jej trend uznawany jest za wzrostowy.
Na terenie Polski wrona siwa jest objęta ochroną gatunkową częściową, ale czarnowron objęty jest ochroną ścisłą. Na Czerwonej liście ptaków Polski wrona siwa została sklasyfikowana jako gatunek najmniejszej troski (LC); czarnowron, jako ptak gniazdujący wyjątkowo, nie został sklasyfikowany (NA – Not Applicable). Według szacunków Monitoringu Pospolitych Ptaków Lęgowych, w latach 2013–2018 krajowa populacja wrony siwej liczyła 72–94 tysiące par lęgowych. Ze względu na pospolitość wron siwych nie prowadzi się czynnych zabiegów ochronnych.